# Lacconectus balkei
Lacconectus balkei är en skalbaggsart som beskrevs av Michel Brancucci och Lars Hendrich 2005. Lacconectus balkei ingår i släktet Lacconectus och familjen dykare. Inga underarter finns listade i Catalogue of Life.